# キム・ジェウォン
キム・ジェウォン（김재원 / 金載沅、Kim Jaewon、1981年2月18日 - ）は、韓国の俳優。身長188cm、体重68kg、B型。

## 略歴
通っていた町内の耳鼻咽喉科の医師が友人の芸能事務所を紹介して芸能界入りする。2001年、SBSシットコムドラマ「ハニーハニー」でデビュー。同年、「わが家」の主演に抜擢を受け、2002年「ロマンス」にてスターダムにあがる。この年の新人賞を始め、7つの賞を受賞する。2004年に「愛しのサガジ」で映画デビュー。
また化粧品のCMにも出演した。2005年にはマレーシア・インドネシアの広報大使、同年、中国で海外最高スター賞を受賞、2007年はシンガポールの広報大使を務める。2008年には日本にて「Promise〜同じ空の下〜」を発表し歌声も披露するなど、アジア諸国に於いても活躍。
大韓民国の徴兵制度に従って、2009年3月23日に論山より陸軍に入隊。5週間の基礎訓練を受けた後、梨泰院の龍山基地にて国防広報部の芸能兵に就き、ラジオ番組「慰問列車」のMC他イベントの司会など、軍部の広報活動に従事した。
2011年2月に除隊、復帰作となったMBC週末ドラマ『私の心が聞こえる?』では聴覚障害のある役を演じ、年末には人気賞と優秀賞の二冠を達成した。

## 主な出演作品

### テレビドラマ
- ハニーハニー（2001年、SBS）
- わが家（2001年-2002年、MBC） - ハン・ウリ役
- ロマンス（2002年、MBC） - チェ・グァヌ役
- マイラブ・パッチ（2002年、MBC） - カン・スンジュン役
- ライバル（2002年、SBS） - カン・ウヒョク役
- 酒の国（2003年、SBS） - ソ・ジュン役
- 北京 My Love（2004年、KBS・CCTV） - ナ・ミングク役（韓中合作ドラマ）
- 兄嫁は19歳（2004年、SBS） - カン・ミンジェ役
- ワンダフルライフ（2005年、MBC） - ハン・スンワン役
- 偉大な遺産（2006年、KBS） - カン・ヒョンセ役
- ファン・ジニ（2006年、KBS） - キム・ジョンハン役
- 初恋〜忘れなかった君との記憶〜（韓中合作ドラマ）
- 私の心が聞こえる?（2011年、MBC） - チャ・ドンジュ役
- メイクイーン（2012年、MBC） - カン・サン役
- スキャンダル：非常に衝撃的で不道徳な事件（2013年、MBC） - ハ・ウンジュン役
- 華政（ファジョン）（2015年、MBC） - 綾陽君（仁祖）役
- 江南ロマン・ストリート（2016年-2017年、MBC） - イ・ヒョヌ（デイヴィッド・リー）役
- 仮面の秘密（2018年、SBS） - ハン・ガンウ役
- 神のクイズ：リブート（2018年-2019年、OCN） - ヒョン・サンピル役

### 映画
- 愛しのサガジ（2004年）

### ＣＭ
- BAROBOGI Eye Laser Center（韓国 2001年）
- LOTTECHINSUNG HAIJU（韓国 2001年）
- SK 新世界通信 017n.TOP （韓国 2001年）
- JAMBANGEE（韓国 2002年）
- ウンジン食品（韓国 2002年）
- nate（韓国 2002年）
- ソマン化粧品 KOKUL DUN NAMJA'（韓国 2002〜2003年）
- SK SMART 校服（韓国 2003年）
- DANKIN Donuts（韓国 2002〜2003年）
- SUBI（韓国 2002年）
- HANG TENG（韓国 2005〜2006年）
- DoDo Club化粧品（韓国 台湾他アジア 2005年）

### Music Video
- イ・スヨン 「彼女に感謝します」（韓国 2001年）
- 蔡依林（ジョリン・ツァイ） 「特務J」（台湾 2007年）

### その他の出演
- 「生放送SBS人気歌謡」（SBS 2002年）MC
- コンピレーションアルバム「同感Ⅱ」（韓国 2002年）
- 「韓流スターNow」（日本 2004年）

## 出版
- 「韓流スターと話すDVD韓国語会話入門 キム・ジェウォン編」　（日本 2005年）
- 写真集＆DVD「The Sweet Memories　RED編・GREEN編・BLUE編」　（日本 2006年）

## CD
- 「Promise〜同じ空の下〜」「I miss you」（発売国：日本　言語：日本語と韓国語2008年）